# WWE Performance Center
WWE Performance Center — школа рестлинга американского рестлинг-промоушена WWE. В настоящее время промоушен управляет двумя отделениями, которые служат тренировочными базами для рестлеров WWE, а также спортивными научными и медицинскими учреждениями. Первый филиал, расположенный в Орландо, Флорида, был открыт 11 июля 2013 года. Второй филиал открылся 11 января 2019 года в Энфилде, Лондон.
Во время разгара пандемии COVID-19 в 2020 году Performance Center в Орландо приобрел известность как домашняя арена WWE. С марта по август, когда компания переместила свои еженедельные телевизионные программы и все PPV-шоу (включая WrestleMania 36) за закрытыми дверями студии в этом здании, эти программы были перенесены в биологически защищенный пузырь под названием WWE ThunderDome. В октябре 2020 года программы NXT и 205 Live были перенесены в Performance Center, а главная арена была переоборудована в Capitol Wrestling Center (CWC) — сценическую конфигурацию, аналогичную ThunderDome. Ограничения COVID-19 были сняты в июне 2021 года, и CWC стал домашней базой NXT, заменив Университет Полных Парусов. Название CWC было упразднено в сентябре 2021 года, когда NXT был реструктурирован как NXT 2.0.

## История
Площадь центра составляет 2 400 м2, он включает в себя семь тренировочных рингов (в том числе специальный ринг с мягкой обивкой для воздушных приёмов), силовую и тренировочную программы, монтажную и производственную базы, включая сверхмедленную камеру, а также комнату для озвучивания, которую могут использовать для тренировок артисты и дикторы в прямом эфире. Центр был открыт в 2013 году и заменил тренировочный центр бывшей территории развития WWE, Florida Championship Wrestling (FCW), которая базировалась в Тампе и служила штаб-квартирой развития WWE с 2008 года.
В Performance Center одновременно тренируются от 65 до 70 рестлеров. Тренирующиеся имеют разный уровень опыта, от новичков, не занимающихся рестлингом, до опытных борцов из независимых промоушнов. Рестеры тренируются, чтобы улучшить свои выступления на ринге, силу и физическую форму, а также работают над своим персонажем и личностью. Будущие рефери, дикторы на ринге, комментаторы и интервьюеры за кулисами также тренируются в Performance Center. Стажеры тренируются полный рабочий день, одновременно выступая на еженедельных домашних шоу и появляясь на телевидении NXT. Кроме того, уже состоявшиеся исполнители WWE часто используют центр для тренировок и реабилитации после травм, одновременно наставляя новых учеников.
В качестве тренеров в Performance Center работают бывшие рестлеры. Первым главным тренером был Билл ДеМотт, который покинул компанию в 2015 году и был заменен Мэттом Блумом. Среди других тренеров — Сара Амато, Робби Бруксайд, Норман Смайли, Адам Пирс, Майк Куакенбуш, Скотти 2 Хотти и Сара Сток. Дасти Роудс отвечал за развитие навыков работы с микрофоном и рестлинг-персонажей учеников до своей смерти в 2015 году. В Performance Center работают некоторые приглашенные тренеры, в том числе Кевин Нэш и Скотт Холл.